# Moderate Venstre
 Denne artikel omhandler Det Moderate Venstre. Opslagsordet har også en anden betydning, se De Moderate.
Det Moderate Venstre, eller officielt Det Forhandlende Venstre (F), var et dansk politisk parti fra ca. 1880 til ca. 1915. Partiet var også kendt som De Moderate. Partibogstavet var F (for "Forhandlende"). I perioder havde partiet stor indflydelse i dansk politik.

## Under Forfatningskampen
I 1875 dannede Estrup en godsejerregering, som Folketingets flertal forsøgte at vælte. Dette viste sig dog at være svært. Støttet af kongen og Landstinget blev Estrup siddende som konseilspræsident helt til 1894. Venstre og Højre var uenige om hvordan Grundloven skulle forstås. Der er denne periode, der er kendt som forfatningskampen og provisorietiden.
I Venstre, der sad på flertallet i Folketinget, opstod der hurtigt uenighed om taktikken over for regeringen. Én fløj – de senere radikale – ville vælte regeringen ved at sætte hårdt mod hårdt. En anden fløj – de senere moderate – ville svække regeringen ved at forhandle med de mere mådeholdende af regeringens tilhængere.
Omkring 1880 var Venstre reelt blevet delt i 2 stridende partier. Dette var mest til Estrups fordel, da han nu kunne spille de 2 venstrepartier ud mod hinanden. Ved valget i juni 1884 fik Højre kun 19 mandater, mens oppositionen fik hele 83 mandater. Oppositionen var splittet i 5 tendenser: Det Folkelige Venstre 46, Det Moderate Venstre 23, liberale løsgængere 8, venstreløsgængere 4 og socialdemokrater 2 mandater.
Til regeringens held blev De Folkelige splittet i 2 stridende grupper allerede samme år. Der var nu 3 venstrepartier, som Estrup kunne spille ud mod hverandre.
Frem til 1890 var "De Radikale" dog så stærke, at "De Moderate" ikke fik afgørende resultater af deres forhandlingspolitik.

## Forligspolitik
"De Radikales" indbyrdes strid var til Højres og "De Moderates" fordel. Efterhånden fik de 2 partier tilsammen et stabilt flertal i Folketinget.
Under forfatningskampen opkrævede regeringen de sædvanlige skatter. Da Folketinget nægtede at give de sædvanlige bevillinger, blev statskassen hurtigt fuld. Regeringen brugte (uden bevilling) nogle af pengene til befæste København.
Efter 1890 begyndte "De Moderate" at indgå udgiftskrævende forlig med regeringen. Statskassen skulle tømmes, så udbygningen af Københavns Befæstning kunne stoppes.
I 1892 blev aldersrenten (forløberen for folkepensionen) indført. Aldersrenten var et opgør med 1800-tallets liberale stat og blev det første skridt på vejen mod 1900-tallets sociale stat.
I 1894 var De Moderate klar til det afgørende slag mod Estrups regering. De lavede et forlig med den mådeholdende fløj af Højre. Forliget tvang Estrup til at gå af. Det viste sig nu, at forliget ikke gav De Moderate andel i regeringsmagten. Tværtimod blev Højre siddende som det eneste regeringsparti helt til 1901.

## I isolation
Skuffelsen over de udeblevne ministerposter gjorde, at forliget fra 1894 blev voldsomt upopulært. Det blev kaldt Det Rådne Forlig. Ved valget i 1895 vandt de forligsfjendtlige dele af Venstre flertallet i Folketinget. Senere samme år blev Venstrereformpartiet dannet af de utilfredse dele af Venstre.
I Reformpartiets agitation fik De Moderate skylden for alle ulykker. I de næste 13 år blev De Moderate holdt udenfor indflydelse.

## De Moderates storhedsperiode
I juli 1908 var striden slut. Reformpartiet og De Moderate dannede en koalitionsregering. Allerede samme år måtte reformpolitikeren J.C. Christensen overlade posten som konseilspræsident til den moderate Niels Neergaard.
Det var moderate politikere, der var regeringsledere i 1908-1909, 1910-1913 og igen i 1920-1924. J.C. Christensen blev den sidste reformmand, der kom til at lede en regering.

## De Moderates sidste tid
I 1908-1909 splittedes Reformpartiet i stridende fraktionerne. I 1909 oprettede De Moderate og 2 Reformfraktioner Delegationen, der var en fælles bestyrelse for de 3 partier. I 1910 dannede de 3 parter bag Delegationen en fælles rigsdagsgruppe, der antog navnet "Venstre". Partiet Venstre fik dog først en landsorganisation i 1929.
Det var ikke alle moderate, der brød sig om sammensmeltningen med resterne af Venstrereformpartiet. I 1915 oprettedes Det Konservative Folkeparti. Det konservative parti blev oprettet af Højre, Frikonservative og en gruppe Moderate.

## Moderate politikere
Af første generation af moderate politikere var det især Holstein-Ledreborg, Sofus Høgsbro og Frede Bojsen, der blev kendte. Holstein-Ledreborg trak sig ud af politik i 1890, men fik en kort periode som konseilspræsident i 1909. Sophus Høgsbro var i flere omrgange formand for Folketinget. Han forlod De Moderate kort tid før Det Rådne Forlig i 1894, og han sluttede sin karriere som reformpolitiker. Frede Bojsen gik ud af Folketinget i 1901 og døde i december 1926.
Af anden generation er det især konseilspræsidenterne Niels Neergaard og Klaus Berntsen, der huskes. De sluttede begge deres politiske karrierer i mellemkrigstiden.

## Andre moderate partier
I 1970'erne dannede forfatteren Hans Jørgen Lembourn partiet De Moderate. H.J. Lembourn, der havde været konservativ folketingsmand siden 1964, repræsenterede sit nye parti i Folketinget frem til valget i 1977.
I 2022 stiftede fhv. statsminister Lars Løkke Rasmussen partiet Moderaterne. Løkke Rasmussen havde været statsminister for Venstre fra 2009-2011 og igen fra 2015-2019.